# RAAF Base Scherger

i7
i11
i13
Die RAAF Base Scherger (ICAO-Code: YBSG) ist ein Militärflugplatz in der Nähe der Stadt Weipa an der Westküste der Kap-York-Halbinsel im Bundesstaat Queensland. Sie ist eine „Bare base“ der Royal Australian Air Force und in Friedenszeiten wird sie von einem Minimal-Personal-Kontingent betrieben.
Die Basis ist nach dem ehemaligen Chief of the Air Staff Air Chief Marschal Frederick Scherger benannt.

## Geschichte
Die Basis wurde am 5. August 1998 durch den damaligen Premierminister John Howard feierlich eröffnet.
Etwa einmal jährlich wird die Basis für größere Übungen aktiviert, bei denen Truppen, die normalerweise an anderen Standorten stationiert sind, zur RAAF Base Scherger verlegen.
2010 wurde auf der Basis das Scherger Immigration Detention Centre eröffnet, das 2014 wieder geschlossen wurde.
Im August 2024 vereinbarten Australien und die USA eine Mitnutzung durch die United States Air Force (USAF). Die USAF bauen die Basis insbesondere für Einsätze von Seefernaufklärern sowie weiteren Aufklärungsflugzeugen aus.